# Occidentodema mcfarlandi
Occidentodema mcfarlandi är en insektsart som beskrevs av Henry 2000. Occidentodema mcfarlandi ingår i släktet Occidentodema och familjen ängsskinnbaggar. Inga underarter finns listade i Catalogue of Life.